# Bruderschaft St. Christoph

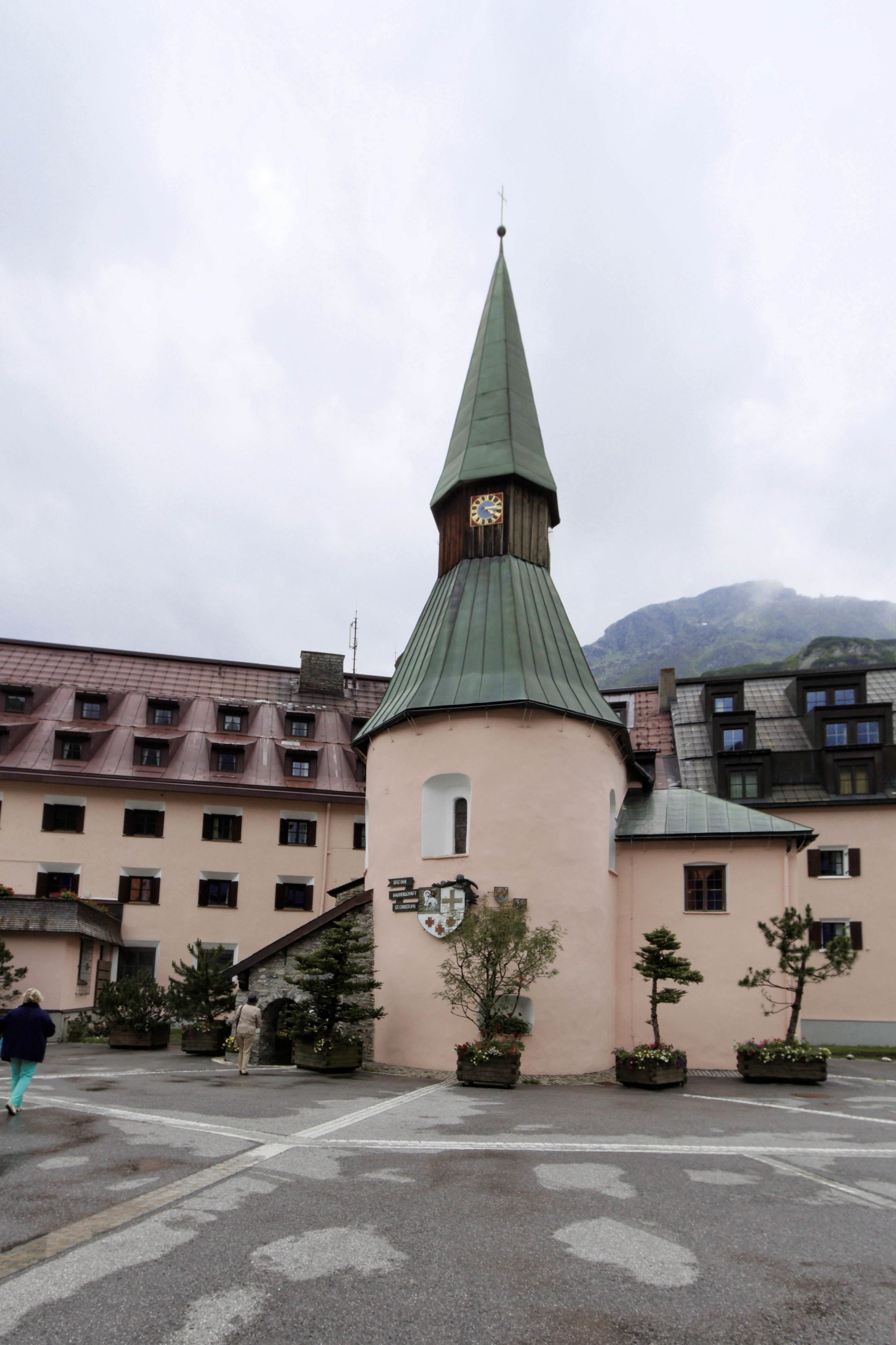
Bruderschaftskapelle Arlbergpass

Die Bruderschaft St. Christoph ist eine „Vereinigung christlicher Nächstenliebe“, und mit über 22.847 Mitgliedern im Jahr 2021 eine große rein karitative Vereinigung. Darunter finden sich bekannte Personen wie Juan Carlos von Spanien, Beatrix der Niederlande, Mitglieder des saudischen Königshauses oder die Fürsten von Liechtenstein.
Sitz der Bruderschaft ist das Hospiz St. Christoph am Arlberg in Tirol mit der Bruderschaftskapelle zu St. Christoph.

## Geschichte
Sie wurde 1386 von Heinrich dem Findelkind (auch Heinrich von Kempten genannt) gegründet (strittig), um Geld für den Bau des Hospiz St. Christoph am Arlberg als Schutzhaus für in Not geratene Reisende zu sammeln. Mitte des 20. Jahrhunderts wurde die Bruderschaft von Arnold Ganahl wieder ins Leben gerufen. Die wiedererstandene Bruderschaft unterstützte anfangs vor allem Waisenkinder der beim Bau des Arlberg-Straßentunnels verunglückten Arbeiter und ermöglichte ihnen eine ordentliche Ausbildung.
Seitdem erlebte die Bruderschaft einen Aufschwung zu neuer und nie dagewesener Blüte und unterstützt heute vornehmlich Kinder und Menschen, die unverschuldet in Not geraten sind.
Alle Mitglieder der Bruderschaft, sowie auch die Funktionäre des Vorstands betreiben ihre Tätigkeit ehrenamtlich, das heißt alles gespendete Geld kommt ausschließlich Bedürftigen zugute.
Der derzeitige Bruderschaftsmeister ist Adolf Werner, der Seniorwirt des Hospizhotels. Schatzmeisterin ist seine Frau Gerda Werner (die Tochter des Wiedergründers Arnold Ganahl).

## Bruderschaftswappen
Die Bruderschaft St. Christoph führt ein Wappen als Symbol.
Das „Bruderschaftswappen“ ist die Nachbildung der Darstellung in einem der überlieferten mittelalterlichen Wappenbücher aus der Zeit von Heinrich dem Findelkind (14. Jahrhundert).
Es zeigt das „Lamm Gottes“ in Weiß auf goldenem Grund (Bistum Brixen), das „Kreuz“ in Gold auf weißem Grund (Bistum Konstanz), und darunter drei rote Kreuze auf weißem Grund, symbolisierend die christlichen Tugenden „Glaube – Hoffnung – Liebe“.